# Fehértorkú fecske
A fehértorkú fecske (Hirundo nigrita) a madarak osztályának verébalakúak rendjébe és  a fecskefélék (Hirundinidae) családjába tartozó faj.

## Rendszerezése
A fajt George Robert Gray angol zoológus írta le 1845-ben.

## Előfordulása
Angola, Benin, Kamerun, a Közép-afrikai Köztársaság, a Kongói Köztársaság, a Kongói Demokratikus Köztársaság, Elefántcsontpart, Egyenlítői-Guinea, Gabon, Ghána, Guinea, Libéria, Nigéria, Sierra Leone, Togo és Uganda területén honos. 
A természetes élőhelye szubtrópusi és trópusi síkvidéki esőerdők, mangroveerdők, édesvizű folyók, patakok, tavak és mocsarak környéke, valamint vidéki kertek és városi régiók. Állandó, nem vonuló faj.

## Megjelenése
Testhossza 12 centiméter, testtömege 15-22 gramm.

## Természetvédelmi helyzete
Nagy az elterjedési területe, egyedszáma növekvő, ezért a  Természetvédelmi Világszövetség Vörös listáján nem fenyegetett fajként szerepel.